# FK Kovačevac
FK Kovačevac, serb:  ФK Koвaчeвaц – serbski klub piłkarski z Mladenovaca. Został utworzony w 1955 roku. Obecnie występuje w Srpska Liga Beograd. 